# Südafrikanische Cricket-Nationalmannschaft in Neuseeland in der Saison 2014/15
Die Tour der südafrikanischen Cricket-Nationalmannschaft nach Neuseeland in der Saison 2014/15 fand vom 21. bis zum 27. Oktober 2014 statt. Die internationale Cricket-Tour war Teil der internationalen Cricket-Saison 2014/15 die im Zeichen der Vorbereitung für den im folgenden März startenden Cricket World Cup stand. Sie bestand daher ausschließlich aus einer Serie von drei ODI, die Südafrika 2-0 gewann. Durch den Gewinn dieser Serie war Südafrika das erste Mal seit fünf Jahren auf Platz 1 der ODI-Weltrangliste des ICC.

## Vorgeschichte

### Einordnung
Für beide Mannschaften war es die erste Tour der Saison. Neuseeland hatte zuletzt eine Tour in den West Indies absolviert, während Südafrika zuvor in Simbabwe spielte. Die letzte Tour der beiden Mannschaften gegeneinander fand in der Saison 2012/13 in Südafrika statt.

## Stadien
Die folgenden Stadien wurden für die Tour als Austragungsort vorgesehen und am 3. Juni 2014 festgelegt.
| Stadion     | Stadt           | Kapazität | Spiele      |
| ----------- | --------------- | --------- | ----------- |
| Seddon Park | Hamilton        | 10.000    | 3. ODI      |
| Bay Oval    | Mount Maunganui | 10.000    | 1. & 2. ODI |

## Kader
Südafrika verkündete seinen Kader für diese und die folgende Tour gegen Australien am 30. September 2014.
| Neuseeland | Südafrika |
| --- | --- |
| - Brendon McCullum (K) - Corey Anderson - Trent Boult - Dean Brownlie - Martin Guptill - Matt Henry - Tom Latham - Mitchell McClenaghan - Nathan McCullum - Kyle Mills - Jimmy Neesham - Luke Ronchi (wk) - Tim Southee - Daniel Vettori | - AB de Villiers (K & wk) - Kyle Abbott - Hashim Amla - Quinton de Kock - JP Duminy - Faf du Plessis - Imran Tahir - Ryan McLaren - David Miller - Morné Morkel - Wayne Parnell - Aaron Phangiso - Vernon Philander - Rilee Rossouw - Dale Steyn |

## One-Day Internationals

### Erstes ODI in Mount Maunganui
| 21. Oktober Scorecard | Mount Maunganui | Neuseeland 230 (45.1)           | – | Südafrika 236-4 (48.1) |
|                       |                 | Südafrika gewinnt mit 6 Wickets |   |                        |

### Zweites ODI in Mount Maunganui
| 24. Oktober Scorecard | Mount Maunganui | Südafrika 282-9 (50)          | – | Neuseeland 210 (46.3) |
|                       |                 | Südafrika gewinnt mit 72 Runs |   |                       |

### Drittes ODI in Hamilton
| 27. Oktober Scorecard | Hamilton | Südafrika 157-3 (30.4) | – | Neuseeland |
|                       |          | No Result              |   |            |

Aufgrund von Regen musste das Spiel abgebrochen werden.

## Statistiken
Die folgenden Cricketstatistiken wurden bei dieser Tour erzielt.
| ODIs             | ODIs       | ODIs    | ODIs    | ODIs    | ODIs    | ODIs    | ODIs    | ODIs    |
| Batting          | Batting    | Batting | Batting | Batting | Batting | Batting | Batting | Batting |
| Spieler          | Mannschaft | Spiele  | Innings | Runs    | Average | HS      | 100s    | 50s     |
| ---------------- | ---------- | ------- | ------- | ------- | ------- | ------- | ------- | ------- |
| Luke Ronchi      | Neuseeland | 3       | 2       | 178     | 89,00   | 99      | 0       | 2       |
| Hashim Amla      | Südafrika  | 3       | 3       | 169     | 56,33   | 119     | 1       | 0       |
| AB de Villiers   | Südafrika  | 3       | 3       | 159     | 159,00  | 89*     | 0       | 1       |
| Quinton de Kock  | Südafrika  | 3       | 3       | 115     | 57,50   | 80*     | 0       | 1       |
| JP Duminy        | Südafrika  | 3       | 2       | 77      | 77,00   | 58*     | 0       | 1       |
| Bowling          |            |         |         |         |         |         |         |         |
| Spieler          | Mannschaft | Spiele  | Overs   | Wickets | Average | BBI     | 5W      | 10W     |
| Vernon Philander | Südafrika  | 3       | 14.3    | 4       | 16,25   | 2/27    | 0       | 0       |
| Imran Tahir      | Südafrika  | 2       | 18      | 4       | 17,25   | 2/32    | 0       | 0       |
| Trent Boult      | Neuseeland | 2       | 20      | 4       | 27,50   | 2/40    | 0       | 0       |
| Dale Steyn       | Südafrika  | 2       | 16.1    | 3       | 21,00   | 2/35    | 0       | 0       |
| Corey Anderson   | Neuseeland | 3       | 12      | 3       | 24,00   | 2/30    | 0       | 0       |
| Morné Morkel     | Südafrika  | 3       | 17      | 3       | 27,66   | 2/39    | 0       | 0       |

## Player of the Match
Als Player of the Match wurden die folgenden Spieler ausgezeichnet.
| Spiel  | Player of the Match |
| ------ | ------------------- |
| 1. ODI | AB de Villiers      |
| 2. ODI | Hashim Amla         |